# Terapia magnética

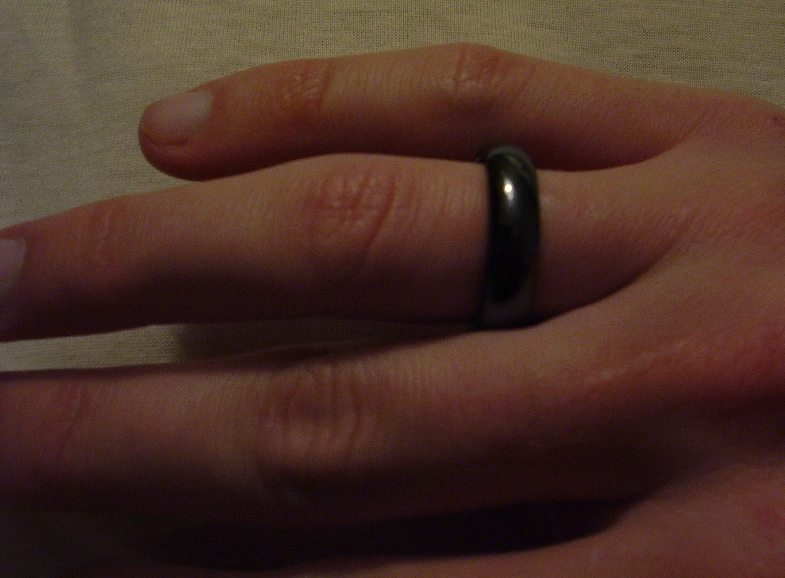
Anillo de magnetita.

La terapia magnética, magnetoterapia o biomagnetismo es una práctica de medicina alternativa pseudocientífica en la que se  aplican campos magnéticos estáticos. Sus practicantes afirman que someter a ciertas partes del cuerpo a campos magnetostáticos producidos por imanes permanentes tiene efectos beneficiosos para la salud. Estas declaraciones físicas y biológicas no están demostradas y no se ha comprobado que existan efectos curativos para la salud. A pesar de que la hemoglobina, la proteína de la sangre que transporta el oxígeno, es débilmente diamagnética (cuando está oxigenada) o paramagnética (cuando está desoxigenada), los imanes utilizados en la terapia magnética son en muchos órdenes de magnitud demasiado débiles para tener algún efecto medible sobre el flujo sanguíneo.

## Métodos de aplicación
La magnetoterapia es la aplicación del campo magnético de dispositivos electromagnéticos o imanes estáticos permanentes al cuerpo para obtener supuestos beneficios de salud. Algunos creyentes atribuyen efectos diferentes basados en la orientación del imán; sin embargo, bajo las leyes de la física, los polos magnéticos son simétricos.
Los productos incluyen pulseras y joyería magnéticas; correas magnéticas para las muñecas, los tobillos, las rodillas y la espalda; plantillas de zapatos; colchones; mantas magnéticas (mantas con imanes entrelazados en el material); cremas magnéticas; suplementos magnéticos; gasas/parches y agua que ha sido "magnetizada". La aplicación se realiza generalmente por el mismo paciente.

## Supuestos mecanismos de acción
Quizás el mecanismo sugerido más común es que los imanes pueden mejorar el flujo sanguíneo en los tejidos subyacentes. El campo que rodea los dispositivos de la magnetoterapia es demasiado débil y disminuye con la distancia demasiado rápido para afectar de forma apreciable la hemoglobina, otros componentes de la sangre, el tejido muscular, huesos, vasos sanguíneos u órganos. Un estudio de 1991 en seres humanos bajo intensidades de campo estáticas de hasta 1 T no encontró ningún efecto sobre el flujo sanguíneo local. La oxigenación tisular igualmente no es afectada. Algunos practicantes afirman que los imanes pueden restaurar un hipotético "balance de energía electromagnética" del cuerpo, pero médicamente no existe tal equilibrio. Incluso en los campos magnéticos utilizados en la imagen por resonancia magnética, que son muchas veces más fuertes, no se observa ninguno de los efectos afirmados. Si el cuerpo se viera afectado de manera significativa por los imanes débiles usados en la terapia magnética, la IRM sería irrealizable.

## Eficacia
Se han realizado varios estudios en los últimos años para investigar el papel que, si lo hay, los campos magnéticos estáticos pueden desempeñar en la salud y la curación. Los estudios sin sesgo de terapia magnética son problemáticos, ya que la magnetización se puede detectar fácilmente, por ejemplo, por las fuerzas de atracción sobre objetos que contienen hierro; debido a esto, el cegamiento eficaz de los estudios (donde ni los pacientes ni los asesores saben quién está recibiendo tratamiento y quién un placebo) es difícil. El cegamiento incompleto o insuficiente tiende a exagerar los efectos del tratamiento, sobre todo cuando esos efectos son pequeños. Las afirmaciones de salud sobre la longevidad y el tratamiento del cáncer son inverosímiles y sin el apoyo de ninguna investigación. Alegaciones más mundanas, más comúnmente de anécdotas sobre alivio del dolor, también carecen de cualquier mecanismo propuesto creíble y la investigación clínica no es prometedora.
La magnetoterapia ha sido promovida como un tratamiento para el cáncer y otras enfermedades; la American Cancer Society declara que "la evidencia científica disponible no apoya estas afirmaciones".

### Dolor
Los efectos de la terapia del imán en el alivio del dolor más allá de la respuesta al placebo inespecífica no se han demostrado de manera adecuada. Una revisión sistemática de 2008 de la magnetoterapia para todas las indicaciones no encontró pruebas de un efecto de alivio del dolor. Se informó que los pequeños tamaños de muestra, la inadecuada asignación al azar y la dificultad del ocultamiento de tal asignación todos tienden a estudios sesgados positivos y limitan la fuerza de las conclusiones. En 2009 se publicaron los resultados de un ensayo cruzado controlado por placebo doble ciego aleatorio sobre el uso de muñequeras magnéticas (una correa de cuero con un inserto magnético) para la osteoartritis, tratando una falta de datos en la revisión sistemática anterior. Este ensayo mostró que las muñequeras magnéticas son ineficaces en el tratamiento del dolor, la rigidez y la función física en la osteoartritis. Los autores concluyeron que "los beneficios informados son muy probablemente atribuibles a los efectos placebos inespecíficos".

## Seguridad
Estos dispositivos son generalmente considerados seguros en sí mismos, aunque puede haber costos financieros y de oportunidad importantes, especialmente cuando el tratamiento o diagnóstico se evitan o retrasan.

## Recepción
La industria mundial de la magnetoterapia totaliza ventas de más de mil millones de dólares al año, incluido $ 300 millones por año solo en los Estados Unidos.
Un informe estadounidense de la Fundación Nacional para la Ciencia sobre las actitudes hacia y la comprensión públicas de la ciencia señaló que la terapia del imán no tiene "nada científico". Varios vendedores hacen afirmaciones sin fundamento sobre la magnetoterapia utilizando un lenguaje pseudocientífico y de la Nueva era. Tales afirmaciones no están respaldadas por los resultados de los estudios científicos y clínicos.

### Normas legales
La comercialización de cualquier terapia como tratamiento eficaz para cualquier condición está fuertemente prohibido por ley en muchas jurisdicciones, a menos que todas esas afirmaciones sean científicamente válidas. En los Estados Unidos, por ejemplo, los reglamentos de la Agencia de Drogas y Alimentos de Estados Unidos prohíben la comercialización de cualquier producto de magnetoterapia mediante el uso de aseveraciones médicas, ya que tales afirmaciones son infundadas.